# HMS Faulknor (1934)
HMS Faulknor (H62) (Корабль Его Величества «Фолкнор») — британский лидер эскадренных миноносцев типа F. Построен для Королевского флота в 1935 году.
До войны служил лидером 8-й флотилии эсминцев флота Метрополии. «Фолкнор» 14 сентября 1939 года потопил U 39, которая стала первой немецкой подводной лодкой, погибшей во Второй мировой войне.

## Конструкция
Лидер программы 1932 года повторял проект «Эксмута» без каких-либо изменений. Заказ на постройку был выдан фирме Ярроу в ноябре 1932 года. За счёт более высокой культуры производства «Фолкнор», в отличие от построенного на казенной верфи «Эксмута», превысил контрактную скорость на узел. Стандартное водоизмещение «Фолкнера» было меньше спецификационного на 44 т.

### Архитектурный облик
Архитектурный облик повторял «Эксмут» без каких-либо изменений.

### Энергетическая установка

#### Главная энергетическая установка
Три Адмиралтейских котла. Три турбины (турбины высокого и низкого давления, турбина крейсерского хода) и редуктор составляли турбозубчатый агрегат. Размещение ГЭУ — линейное. Котлы размещались в изолированных отсеках, турбины — в общем машинном отделении, при этом были отделены от турбин водонепроницаемой переборкой.
Рабочее давление пара — 21 кгс/см² (20,3 атм.), температура — 327 °C.

#### Дальность плавания и скорость хода
Проектная мощность составляла 38 000 л. с., что должно было обеспечить скорость хода (при полной нагрузке) в 32 узла. Максимальная проектная скорость 36 узлов.
На мерной миле «Фолкнор» превысил контрактную скорость на узел.
Запас топлива хранился в топливных танках, вмещавших 471 дл. т (490 т) мазута, что обеспечивало дальность плавания 6350 миль 15-узловым ходом или 1500 миль полным ходом.

### Вооружение
На лидер установили пять 120-мм орудий Mark IX* с длиной ствола 45 калибров на установках CP XVII. Максимальный угол возвышения 40°, снижения 10°. Масса снаряда 22,7 кг, начальная скорость 807 м/с. Орудия обладали скорострельностью 10 — 12 выстрелов в минуту. Система управления артогнём состояла из трёхметровый дальномер MS.20 и ПУАО — «директор для эсминцев» (DCT) Mk.I.

#### Зенитное вооружение
Зенитное вооружение составляли пара счетверённых 12,7-мм пулемёта, Vickers .50.

#### Торпедное вооружение
Торпедное вооружение включало в себя два 533-мм четырёхтрубных торпедных аппарата Q.R.Mk.VIII.

#### Противолодочное вооружение
Противолодочное вооружение состояло из гидролокатора, бомбосбрасывателя, двух бомбомётов, двадцати глубинных бомб.

## Модернизации
В январе 1941 года с корабля сняли кормовой торпедный аппарат, на его месте установили 76-мм зенитное орудие, уменьшили высоту грот-мачты и переместили радиоантенну. Также с эсминца была демонтирована оптическая система управления огнём, вместо неё установили антенну радиолокационной станции типа 286. Радиоэлектронное вооружение дополнил радиопеленгатор HF/DF. В январе 1943 года демонтировали орудие «X», на его место перенесли 76-мм зенитное орудие, а кормовой торпедный аппарат вернули на своё место. Малокалиберную зенитную артиллерию усилили 6 20-мм автоматами «Эрликон». Заменили радиолокационную станцию тип 286 на более современную тип 291. В начале 1945 года с «Faulknor» было демонтировано 3 орудие («Q» в середине корпуса), вместо него установили счетверённый 40-мм «Пом-пом». Находившиеся на крыльях мостика 20-мм автоматы заменили 20-мм спаренными установками.

## Служба
В июле 1940 «Фолкнор» принял участие в нападении на французский флот в Мерс-эль-Кебир, а затем сопровождал конвои с войсками и запасами к острову Мальта.
С конце 1941 года во флоте Метрополии. С января по март охранял арктические конвои. В 1943 году участвовал в высадке десанта на Сицилию. В сентябре 1943 года был в числе кораблей, принявших капитуляцию итальянского флота. Участвовал в высадке у Салерно. В октябре-ноябре принимал участие в неудачной операции у Додеканезских островов (Эгейское море). В начале 1944 года вернулся в Британию и в июне участвовал в операции «Оверлорд». До конца войны находился в водах Метрополии. Выведен из состава флота в 1946 году.

## Использованная литература и источники
- О. А. Рубанов. Эскадренные миноносцы Англии во второй мировой войне. — СПб., 2004. — 72 с. — (БОЕВЫЕ КОРАБЛИ МИРА).
- Грановский Е., Дашьян А., Морозов М. Британские эсминцы в бою. Часть 2 / под ред. М. Э. Морозова. — М.: ЧеРо, 1997. — 48 с илл. с. — (Ретроспектива войны на море). — 1000 экз. — ISBN 5-88711-052-X.
- Дашьян А. В. Корабли Второй мировой войны. ВМС Великобритании. Часть 2. — М.: Моделист-Конструктор, 2003. — (Морская Коллекция № 5).
- Conway's All The Worlds Fighting Ships, 1922—1946 / Gray, Randal (ed.). — London: Conway Maritime Press, 1980. — 456 p. — ISBN 0-85177-1467.
- John English. Amazon to Ivanhoe: British Standard Destroyers of the 1930s. — Kendal, England: World Ship Society, 1993. — 144 p. — ISBN 0-905617-64-9.